# 髙下貞二
高下 貞二（こうげ ていじ、1953年11月14日 - ）は、日本の実業家。積水化学工業代表取締役会長、荏原製作所社外取締役。

## 人物・経歴
岡山県出身。1976年同志社大学経済学部卒業、積水化学工業入社。2005年取締役に昇格し名古屋セキスイハイム代表取締役社長及び名古屋積水ハイム不動産代表取締役社長を兼務。2005年取締役住宅カンパニープレジデント室長。2006年取締役住宅カンパニー企画管理部長。2007年取締役住宅カンパニー住宅事業部長兼企画管理部長。2008年取締役常務執行役員住宅カンパニープレジデント。2009年取締役専務執行役員住宅カンパニープレジデント。2014年取締役専務執行役員CSR部長兼コーポレートコミュニケーション部長。2015年から代表取締役社長を務め、働き方改革などにあたった。塩化ビニル管・継手協会会長や、日本化学工業協会副会長も務めた。2020年3月より代表取締役会長、2023年より荏原製作所社外取締役を務める。